# غدب فرموزي
غدب فرموزي (باللاتينية: Scrophularia formosana ) هو نوع نباتي يتبع جنس الغدب من الفصيلة الغدبية.